# Élections municipales de 2002 en Abitibi-Témiscamingue
Les élections municipales québécoises de 2002 se déroulent le 3 novembre 2002. Elles permettent d'élire les maires et les conseillers de chacune des municipalités locales du Québec, ainsi que les préfets de quelques municipalités régionales de comté.

## Abitibi-Témiscamingue

### Amos
| Poste/District              | Élu             | Type d'élection |
| --------------------------- | --------------- | --------------- |
| Maire                       | Ulrick Chérubin | Scrutin         |
| Taux de participation: 47 % |                 |                 |

### Belleterre
| Poste/District             | Élu                 | Type d'élection |
| -------------------------- | ------------------- | --------------- |
| Maire                      | Jean-Pierre Charron | Sans opposition |
| Taux de participation: n/a |                     |                 |

### Duparquet
| Poste/District             | Élu            | Type d'élection |
| -------------------------- | -------------- | --------------- |
| Maire                      | Gilbert Rivard | Sans opposition |
| Taux de participation: n/a |                |                 |

### Roquemaure
| Poste/District             | Élu              | Type d'élection |
| -------------------------- | ---------------- | --------------- |
| Maire                      | Marcel Mainville | Sans opposition |
| Taux de participation: n/a |                  |                 |

### Senneterre (ville)
| Poste/District              | Élu                | Type d'élection |
| --------------------------- | ------------------ | --------------- |
| Maire                       | Jean-Maurice Matte | Scrutin         |
| Taux de participation: 51 % |                    |                 |